# Zegar kaflowy

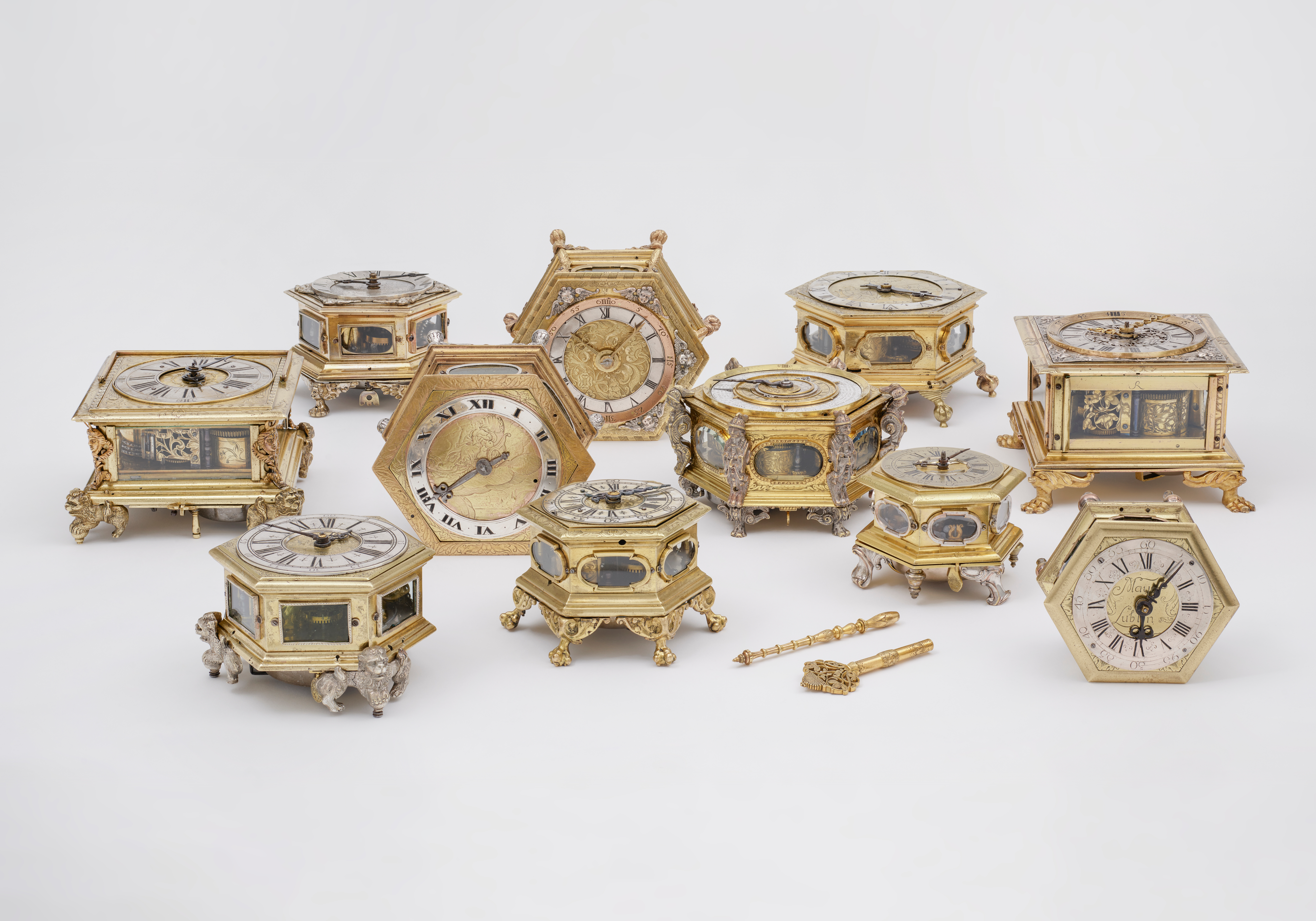
Zegary kaflowe ze zbiorów Zamku Królewskiego na Wawelu

Zegar kaflowy – typ zegara stołowego o charakterystycznym kształcie czworo- lub sześciobocznym przypominającym kafel piecowy. Nazywany był również „kaflakiem”, „kaflem”, „kachlem”, „sztucerem” (z języka niemieckiego „Stutzuhr”, czyli „zegar podparty”), a w tekstach źródłowych określany bywa „żabą” (od układu nóżek).

## Opis
Wywodzi się bezpośrednio z okrągłego zegara puszkowego, który pojawił się na początku XVI w., kiedy to po raz pierwszy zastosowano poziomy układ mechanizmu i horyzontalnie ułożoną tarczę. Było to możliwe dzięki użyciu napędu sprężynowego z bębnem wyrównawczym. Zastąpił on napęd obciążnikowy stosowany w zegarach wieżowych i ściennych. Dzięki temu wynalazkowi nastąpiło pomniejszenie rozmiarów czasomierzy i zwiększenie ich mobilności. Okrągła forma puszki mieszczącej mechanizm około połowy XVI w. przekształciła się w graniastą, czworoboczną, a w pierwszej ćwierci XVII w. sześcioboczną formę. Ten typ zegara pojawił się najpierw na terenie Niemiec południowych, a potem rozpowszechnił się w całej Europie. Szczególne uznanie zyskał na terenach Rzeczypospolitej, gdzie moda ta trwała do końca XVIII w. Jego popularność potwierdzają staropolskie inwentarze oraz licznie zachowane portrety osobistości i dostojników, zarówno świeckich, jak i kościelnych, z towarzyszącymi im zegarami. Kaflaki służyły również jako zegary podróżne. Przechowywano je wówczas w drewnianych, krytych skórą futerałach, funkcję tę częściowo przejmą od około połowy XVIII w. zegary karetowe.
Najbardziej prężnie działające ośrodki handlowe i artystyczne, takie jak Gdańsk, Toruń czy Wilno, wykształciły charakterystyczne typy dekoracji, zdobiących zarówno puszkę, jak i elementy mechanizmu. Popularne były ornamenty roślinne z kwiatami i owocami, nóżki w postaci lwów o rozdwojonych tułowiach, dekoracyjne postaci, dostosowane do narożników kasety zegara. Na tarczach pojawiają się ryte widoki miast, sceny z historiami biblijnymi czy mitologicznymi. Czasomierze powstałe na terenie Rzeczypospolitej w 2. połowie XVIII w., nadal trwały w tradycyjnych formach, naśladując siedemnastowieczne wzory. Rokokowe cechy uzewnętrzniają się przede wszystkim w ornamentach i kształcie osłony balansu tzw. koka oraz modelunku nóżek. To przywiązanie do tradycji potwierdzają również odnotowane w źródłach przepisy cechowe, które często nakazywały młodym adeptom zegarmistrzostwa, wykonanie jako pracy mistrzowskiej, tzw. majstersztyku, właśnie zegara kaflowego.
Zegary stołowe, w tym także kaflowe, służyły nie tylko odmierzaniu czasu. Oznaczały status społeczny i zasobność, jak i znajomość nowinek technicznych właściciela. Ich popularność związana była również z symboliką zegara. Symbolizował on uniwersalny porządek świata, wpisany weń powtarzalny cykl natury i przemijalność życia ludzkiego. Regulowany czas stał się również kluczowy dla życia gospodarczego – pozwalał bowiem planować i zarządzać czasem pracy. Charakterystyczne dla kultury szlacheckiej zbieranie pamiątek również odgrywało ważną rolę w wyposażaniu domostw w zegary. Zegary kaflowe produkowano w wielu miastach Rzeczypospolitej aż do początków XVIII wieku, kiedy to upowszechniły się zegary o mechanizmie wahadłowym.

## Przykład zegara kaflowego z 1660 roku z Gdańska

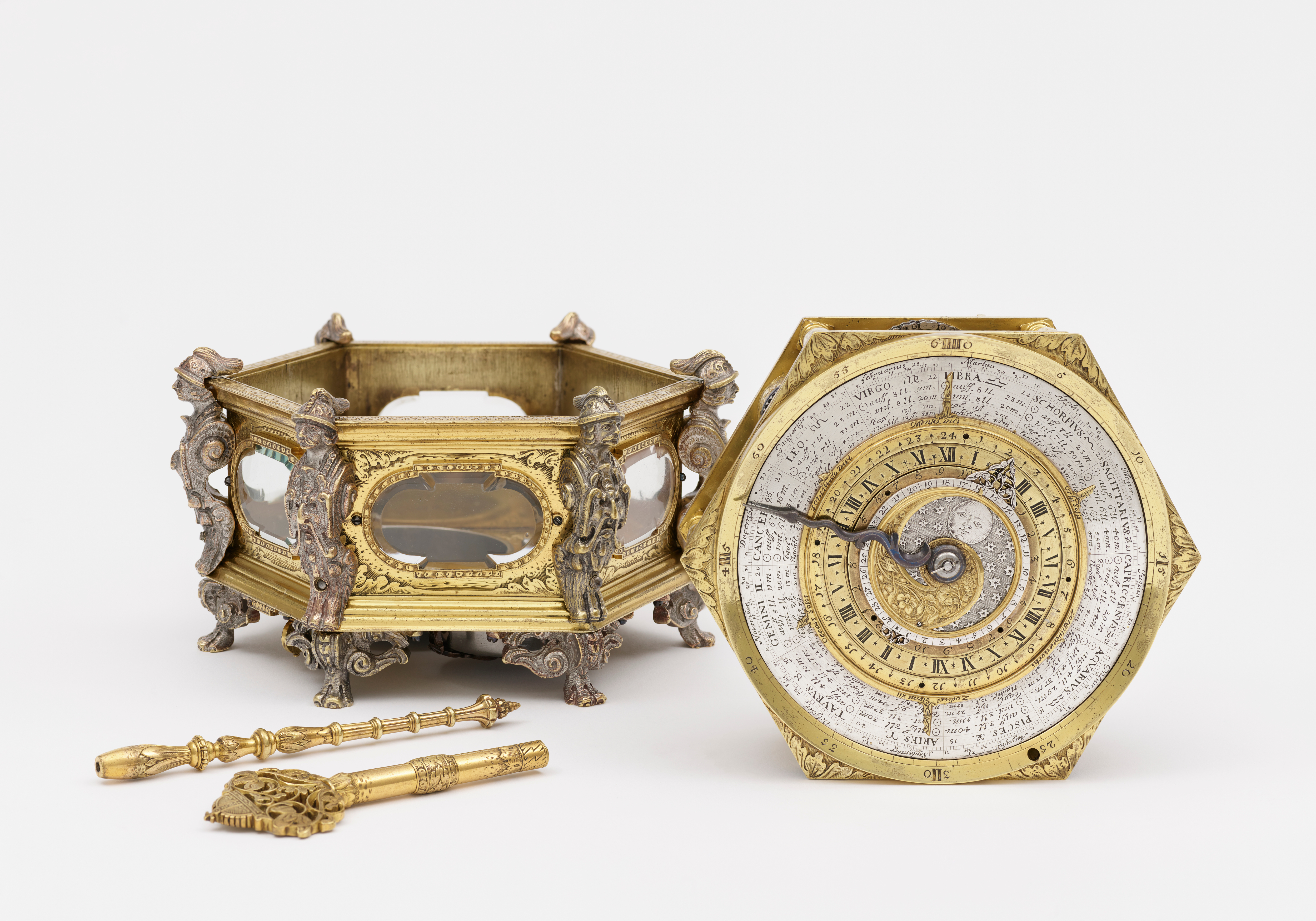
Zegar kaflowy Simona Gintera z Gdańska z ok. 1660 r.

Dobrym przykładem zegara kaflowego jest ten wykonany około 1660 roku przez Simona Gintera w Gdańsku. Mierzy 10 cm wysokości, 16 cm średnicy oraz waży ok. 3 kg. Wykonano go z brązu złoconego, żelaza, mosiądzu i stali oksydowanej. Ma formę sześcioboku wspartego na nóżkach w kształcie lwich łap. Przeszklone boczne ścianki ukazują ozdobny mechanizm z charakterystycznymi „krzewami” poziomek. Ponadto zegar udekorowano popiersiami wąsatych rycerzy-sarmatów. Motyw ten nie był spotykany poza Gdańskiem i używany był przede wszystkim w tym czasie w snycerstwie. Kaflak Gintera wyróżnia nie tylko dekoracyjność, lecz również zastosowanie rozbudowanej astronomicznej tarczy ze wskazaniami minut, miesięcy, dni, wschodów i zachodów słońca, miejsca słońca w zodiaku, długości dnia i nocy, wschodów i zachodów księżyca, lunacji księżyca oraz znaków zodiaku. Na zegarze wyryto dekoracje przedstawiające sceny mitologiczne – dzieje Zeusa i boginki Io oraz bożka Pana goniącego nimfę Syrinx. Tematy zaczerpnięte z Metamorfoz Owidiusza i inspirowane popularnymi grafikami Bernarda Salomona i Virgila Solisa. Do nakręcania zegara używano rzadko spotykanych kluczy – jednego w kształcie berła oraz drugiego zwieńczonego koroną. Zegar znajduje się w zbiorach Zamku Królewskiego na Wawelu. Można go oglądać na stałej wystawie Nowy Skarbiec Koronny.